# Fußball-Westafrikameisterschaft
Die Fußball-Westafrikameisterschaft (englisch WAFU Cup of Nations bzw. WAFU Nations Cup) ist die offizielle Fußballmeisterschaft Westafrikas und wird von der WAFU organisiert.
Die Mannschaften bestehen zum überwiegenden Teil aus Spielern, die in ihren jeweiligen nationalen Ligen spielen. Pro Team sind fünf Spieler für die Auswahlmannschaften spielberechtigt, die diese Kriterien nicht erfüllen.

## Geschichte
Der Wettbewerb wurde als Nachfolgeveranstaltung des „CSSA Nations Cup“ angesehen, der zwischen 1982 und 1987 ausgetragen wurde. Alle Turniere unter dieser Bezeichnung gewann ohne einen Spielverlust Ghana. Von 1988 bis 2000 fand kein Turnier statt. Das Turnier 2001 wurde aufgrund politischer Unruhen nicht abgeschlossen. 2002 bis 2004 wurde wieder kein Turnier ausgetragen. 2005 spielten vier Länder auf Einladung ein Turnier unter dem Titel „WAFU Laurent Gbagbo West African Unity Cup“ aus. Ab 2010 wurde dann wieder alljährlich der westafrikanische Fußballmeister ermittelt. Nach Auflösung des Verbandes WAFU 2011 wurde das Turnier nach 2013 eingestellt, seit 2017 aber wieder alle zwei Jahre ausgetragen.
Von 2007 bis 2016 wurde unter der Bezeichnung Tournoi de l’UEMOA ein Turnier für die acht Mitgliedsländer der Westafrikanischen Wirtschafts- und Währungsunion ausgerichtet.

## Erstteilnahmen
Bei fünf von acht Austragungen gab es Erstteilnehmer. Folgend die elf Nationalmannschaften, die bisher an diesem Turnier teilgenommenen haben sowie ein Land, das unter neuem Namen antrat.
- Fett geschriebene Mannschaften wurden bei ihrer ersten Teilnahme Westafrikameister.
- Kursiv geschriebene Mannschaften waren bei ihrer ersten Teilnahme Ausrichter.
- Mannschaften in Klammern nahmen unter einem anderen Namen zum ersten Mal teil.

| Jahr    | Erstteilnehmer       | Erstteilnehmer       | Erstteilnehmer       | Erstteilnehmer       |
| ------- | -------------------- | -------------------- | -------------------- | -------------------- |
| 1982    | Benin                | Elfenbeinküste       | Ghana                | Liberia              |
| 1982    | Niger                | Obervolta            | Togo                 |                      |
| 1983    | keine Erstteilnehmer | keine Erstteilnehmer | keine Erstteilnehmer | keine Erstteilnehmer |
| 1984    | ( Burkina Faso)      |                      |                      |                      |
| 1987    | Nigeria              |                      |                      |                      |
| 2005    | Mali                 | Senegal              |                      |                      |
| 2010    | Guinea               |                      |                      |                      |
| 2013    | Sierra Leone         |                      |                      |                      |
| 2017–19 | keine Erstteilnehmer | keine Erstteilnehmer | keine Erstteilnehmer | keine Erstteilnehmer |

## Die Turniere im Überblick
| Jahr                                       | Gastgeber      | Finale                                                                             | Finale                                                                             | Finale                                                                             | Spiel um Platz drei                                                                | Spiel um Platz drei                                                                | Spiel um Platz drei                                                                |
| Jahr                                       | Gastgeber      | Sieger                                                                             | Ergebnis                                                                           | 2. Platz                                                                           | 3. Platz                                                                           | Ergebnis                                                                           | 4. Platz                                                                           |
| ------------------------------------------ | -------------- | ---------------------------------------------------------------------------------- | ---------------------------------------------------------------------------------- | ---------------------------------------------------------------------------------- | ---------------------------------------------------------------------------------- | ---------------------------------------------------------------------------------- | ---------------------------------------------------------------------------------- |
| CSSA Nations Cup                           |                |                                                                                    |                                                                                    |                                                                                    |                                                                                    |                                                                                    |                                                                                    |
| 1982 Details                               | Benin          | Ghana                                                                              | 2:1                                                                                | Togo                                                                               | Obervolta                                                                          | 1:1 ?:? i. E.                                                                      | Elfenbeinküste                                                                     |
| 1983 Details                               | Elfenbeinküste | Ghana                                                                              | 3:1                                                                                | Togo                                                                               | Elfenbeinküste                                                                     | 2:1                                                                                | Liberia                                                                            |
| 1984 Details                               | Burkina Faso   | Ghana                                                                              | 1:1 4:3 i. E.                                                                      | Togo                                                                               | Elfenbeinküste                                                                     | 2:0                                                                                | Burkina Faso                                                                       |
| 1986 Details                               | Ghana          | Ghana                                                                              | 1:0                                                                                | Togo                                                                               | Niger                                                                              | 2:1                                                                                | Burkina Faso                                                                       |
| 1987 Details                               | Liberia        | Ghana                                                                              | 2:1                                                                                | Liberia                                                                            | Nigeria                                                                            | 3:1                                                                                | Togo                                                                               |
| WAFU Cup of Nations                        |                |                                                                                    |                                                                                    |                                                                                    |                                                                                    |                                                                                    |                                                                                    |
| 2001 Details                               | Senegal        | Turnier abgebrochen; Verlegungsturnier 2002 in der Elfenbeinküste auch abgebrochen | Turnier abgebrochen; Verlegungsturnier 2002 in der Elfenbeinküste auch abgebrochen | Turnier abgebrochen; Verlegungsturnier 2002 in der Elfenbeinküste auch abgebrochen | Turnier abgebrochen; Verlegungsturnier 2002 in der Elfenbeinküste auch abgebrochen | Turnier abgebrochen; Verlegungsturnier 2002 in der Elfenbeinküste auch abgebrochen | Turnier abgebrochen; Verlegungsturnier 2002 in der Elfenbeinküste auch abgebrochen |
| WAFU Laurent Gbagbo West African Unity Cup |                |                                                                                    |                                                                                    |                                                                                    |                                                                                    |                                                                                    |                                                                                    |
| 2005 Details                               | Mali           | Mali                                                                               | 3:0                                                                                | Nigeria                                                                            | Senegal                                                                            | 1:0                                                                                | Elfenbeinküste                                                                     |
| WAFU Cup of Nations                        |                |                                                                                    |                                                                                    |                                                                                    |                                                                                    |                                                                                    |                                                                                    |
| 2010 Details                               | Nigeria        | Nigeria                                                                            | 2:0                                                                                | Senegal                                                                            | Ghana                                                                              | 1:0                                                                                | Burkina Faso                                                                       |
| 2011 Details                               | Nigeria        | Togo                                                                               | 3:2                                                                                | Nigeria                                                                            | Liberia                                                                            | 3:1                                                                                | Ghana                                                                              |
| 2013 Details                               | Ghana          | Ghana                                                                              | 3:1                                                                                | Senegal                                                                            | Togo                                                                               | 2:1                                                                                | Benin                                                                              |
| 2017 Details                               | Ghana          | Ghana                                                                              | 4:1                                                                                | Nigeria                                                                            | Niger                                                                              | 2:1                                                                                | Benin                                                                              |
| 2019 Details                               | Senegal        | Senegal                                                                            | 1:1 3:1 i. E.                                                                      | Ghana                                                                              |                                                                                    |                                                                                    |                                                                                    |
| 2021                                       | Nigeria        | nicht ausgetragen                                                                  | nicht ausgetragen                                                                  | nicht ausgetragen                                                                  | nicht ausgetragen                                                                  | nicht ausgetragen                                                                  | nicht ausgetragen                                                                  |

### Rangliste der Sieger
| Rang | Land    | Titel | Jahr(e)                                  |
| ---- | ------- | ----- | ---------------------------------------- |
| 1    | Ghana   | 7     | 1982, 1983, 1984, 1986, 1987, 2013, 2017 |
| 2    | Senegal | 1     | 2019                                     |
|      | Mali    | 1     | 2005                                     |
|      | Nigeria | 1     | 2010                                     |
|      | Togo    | 1     | 2011                                     |